# 塞雷卡布爾火山群
22°43′0″S 67°53′30″W / 22.71667°S 67.89167°W

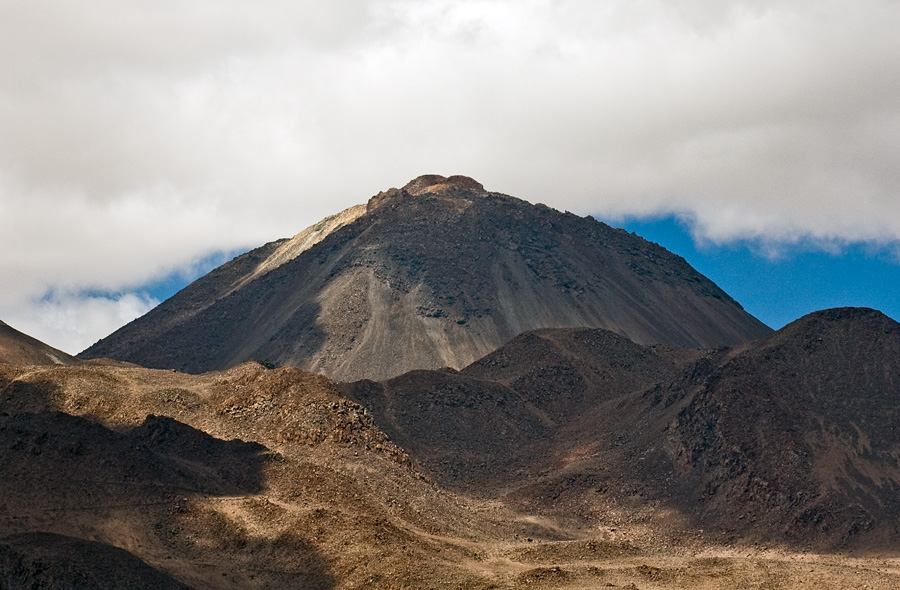

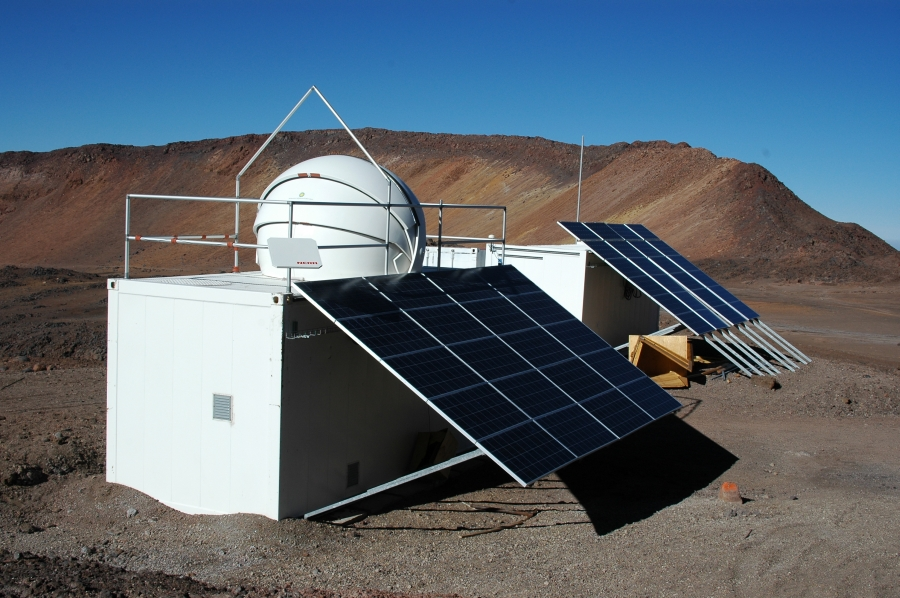

塞雷卡布爾火山群（西班牙語：Sairecabur），是南美洲的火山群，位於玻利維亞和智利接壤的邊境，處於聖佩德羅德阿塔卡馬東北面38公里，屬於安第斯山脈的一部分，海拔高度5,971米。